# آسلفچ مرگیا
آسلفچ مرگیا (انگلیسی: Aselefech Mergia؛ زادهٔ ۲۳ ژانویهٔ ۱۹۸۵) دونده ماراتن اهل اتیوپی است.
وی در مسابقات کشوری و بین‌المللی در مجموع برندهٔ ۱ مدال برنز شده‌است.